# Referentna publikacija
Referentna publikacija, vrsta stručnog djela. Objavljuje se redovito i/ili povremeno, a sadrži podatke, informacije, definicije, imena i adrese osoba i institucija.